# Плоскоходы
Плоскоходы (лат. Platypodinae) — подсемейство жуков-долгоносиков, насчитывающее около 1000 видов.

## Распространение
На территории бывшего СССР обитает лишь один вид — цилиндрический плоскоход (Platypus суlindrus).

## Описание
Жуки длиной 3,5—8 мм. Тело цилиндрическое блестящее. Лапки 5-члениковые, длинные. Отличаются от короедов более широкой головой или такой же ширины, как переднеспинка, длинная, цилиндрическая, спереди прямо срезана вниз, сзади неплотно соединена с надкрыльями, а открытый сверху участок среднегруди — с продольным килем.

## Экология
Плоскоходы по образу жизни имеют сходство с короедами-древесинниками (Trypodendron). Некоторые жуки из подсемейства Platypodinae (и близкого подсемейства Scolytinae) разводят в проделанных в древесине ходах «грибные сады»: рассеивают в них споры грибка, который становится пищей для их личинок. Древнейшим примером подобного поведения служит находка плоскохода Palaeotylus femoralis в меловом бирманском янтаре.

## Систематика
- Триба Mecopelmini Thompson, 1992
  - Род: Mecopelmus Blackman, 1944
- Триба Platypodini Erichson, 1847
  - Роды: Austroplatypus — Baiocis — Carchesiopygus — Costaroplatus — Crossotarsus — Cylindropalpus — Dendroplatypus — Dinoplatypus — Doliopygus — Epiplatypus — Euplatypus — Megaplatypus — Mesoplatypus — Myoplatypus — Neotrachyostus — Oxoplatypus — Pereioplatypus — Peroplatypus — Platyphysus — Platypus — Teloplatypus — Trachyostus — Treptoplatypus — Triozastus
- Триба Schedlariini Wood & Bright, 1992
  - Род: Schedlarius
- Триба Tesserocerini Strohmeyer, 1914
  - Подтриба Diapodina Strohmeyer, 1914
    - Роды: Diapus — Genyocerus

  - Подтриба Tesserocerina Strohmeyer, 1914
    - Роды: Cenocephalus — Chaetastus — Mitosoma — Notoplatypus — Periommatus — Platytarsulus — Spathicranuloides — Spathidicerus — Tesserocerus — Tesserocranulus